# 2004 год в театре
2004 год в театре

## Яркие постановки
- 2 октября в Московском драматическом театре им. А. С. Пушкина поставлен спектакль «Кот в сапогах» Ш.Перро.
- 8 октября в Театре на покровке состоялась премьера спектакля «Последние страницы из дневника женщины»[1] по мотивам одноимённой повести В. Брюсова — пронзительная история о любви.

## Знаменательные события
- 23 декабря — открыта мемориальная доска памяти Н. И. Сухостав на здании Дворца творчества детей и молодёжи г. Саратова.

## Персоналии

### Скончались
- 5 января — Фрейделэ Ойшер, американская еврейская театральная актриса.
- 1 февраля — Иван Волков, советский и российский актёр театра и кино.
- 3 февраля — Генрих Осташевский, советский и украинский актёр театра и кино, народный артист УССР.
- 4 февраля — Николай Верещенко, советский и российский актёр театра и кино, заслуженный артист России.
- 29 февраля — Нина Сазонова, советская и российская актриса театра и кино, народная артистка СССР.
- 24 марта — Наталия Наум — советская и украинская актриса театра и кино, народная артистка Украинской ССР (1971).
- 26 марта — Рачко Ябанджиев, актёр театра и кино, народный артист Болгарии.
- 22 мая — Зиновий Корогодский, русский театральный режиссёр, профессор, народный артист России, художественный руководитель Ленинградского ТЮЗа (1962—1986).
- 3 июня — Суламифь Мессерер, советская балерина и балетный педагог, народная артистка РСФСР.
- 28 июня – Иштваи Хорваи, венгерский театральный деятель, Народный артист Венгрии
- 9 июля — Сергей Евлахишвили, советский и российский актёр театра и кино.
- 22 июля — Константин Степанков, советский и украинский актёр театра и кино.
- 21 августа — Виктор Авилов, советский и российский актёр театра и кино.
- 28 сентября — Виктор Розов, советский драматург и сценарист.
- 29 сентября — Борис Табаровский, советский и украинский актёр театра и кино.
- 2 декабря — Алисия Маркова, британская танцовщица, участница Русского балета Дягилева.
- 10 декабря — Хорен Абрамян, актёр театра и кино, театральный режиссёр, народный артист СССР.